# Korsholmanpuistikko
Korsholmanpuistikko, est une esplanade du centre de Vaasa en Finlande.

## Présentation
La rue longue de 1,5 kilomètre s'étend d'ouest en est dans la partie sud du centre de Vaasa, de Rantakatu au coin de la prison de Vaasa jusqu'à la limite sud de Kasarmintori en passant par Kauppapuistikko jusqu'à Ratakatu. 
Ses autres rues transversales sont Koulukatu, Läntinen et Itäinen Kasarmintori, Raastuvankatu, Pitkäkatu, Asemakatu, Klemetinkatu et Mäkikaivontie.

## Histoire
Le centre-ville est organisé selon un plan hippodamien conçu par Carl Axel Setterberg en 1855.
Les cinq esplanades d'une largeur de 35,6 mètres :  Hovioikeudenpuistikko, Vaasanpuistikko, Korsholmanpuistikko, Kirkkopuistikko et Kauppapuistikko forment un site culturel construit d'intérêt national en Finlande.

## Bâtiments remarquables
Parmi les bâtiments bordant la rue Korsholmanpuistikko:
| N°                                        | Bâtiment                      | Const. | Image | Architecte                  |
| Coin de Raastuvankatu                     | Keskuskoulu                   | 1938   |       | Ingvald Serenius            |
| Korsholmanpuistikko 43                    | Maison de la justice          | 2003   |       | Tapio Keiramo               |
| Korsholmanpuistikko 45                    | Poste de police               | 1994   |       | LPR-arkkitehdit             |
| Korsholmanpuistikko 1 Rantakatu 20        | Immeuble                      | 1967   |       | Elma Lindroos Erik Lindroos |
| Korsholmanpuistikko 3 Koulukatu 48–50     | Immeuble                      | 1966   |       | Sulo Kalliokoski            |
| Korsholmanpuistikko 4 Koulukatu 52        | Immeuble                      | 1963   |       | Kaj Englund                 |
| Korsholmanpuistikko 11 Kauppapuistikko 32 | Immeuble                      | 1969   |       | Karl Erik Ivars             |
| Korsholmanpuistikko 12                    | Immeuble                      | 1963   |       | E. Niemelä                  |
| Korsholmanpuistikko 14 Kauppapuistikko 35 | Immeuble                      | 1952   |       | L. K. Aarnio                |
| Korsholmanpuistikko 16                    | Immeuble                      | 1978   |       | Wegelius & Kiili            |
| Korsholmanpuistikko 21 Pitkäkatu 69       | Immeuble                      | 1960   |       | Iikka Martas                |
| Korsholmanpuistikko 36 Klemetinkatu       | Immeuble                      | 1945   |       | J. V. Tuomela               |
|                                           | Église Saint-Nicolas de Vaasa | 1866   |       | Carl Axel Setterberg        |